# Stazione di Soto del Henares
La stazione di Soto del Henares è una fermata ferroviaria a servizio del comune di Torrejón de Ardoz, sulla linea Madrid - Barcellona.
Forma parte delle linee C2 e C7 delle Cercanías di Madrid.
Si trova tra Avenida de la Constitución e Avenida de Jorge Oteiza, nel quartiere Soto del Henares del comune di Torrejón de Ardoz.

## Storia
La stazione è stata inaugurata il 31 agosto 2015 alla presenza di Cristina Cifuentes, presidente della Comunità Autonoma di Madrid, e del ministro delle infrastrutture Ana Pastor Julián.